# Bicúpula pentagonal giralongada
Em geometria, a bicúpula pentagonal giralongada é um dos sólidos de Johnson (J46). Como o nome sugere, pode ser construída giralongando-se uma bicúpula pentagonal (J30 ou J31) ao inserir-se um antiprisma decagonal entre suas metades.
A bicúpula pentagonal giralongada é um dos cinco sólidos de Johnson que são quirais, significando que ela tem uma versão destra e uma canhota. Apesar disso, as duas versões não são consideradas como dois sólidos de Johnson distintos.